# Capillariidae
Capillariidae är en familj av rundmaskar. Capillariidae ingår i ordningen Trichocephalida, klassen Adenophorea, fylumet rundmaskar och riket djur.
Familjen innehåller bara släktet Capillaria.

## Bildgalleri

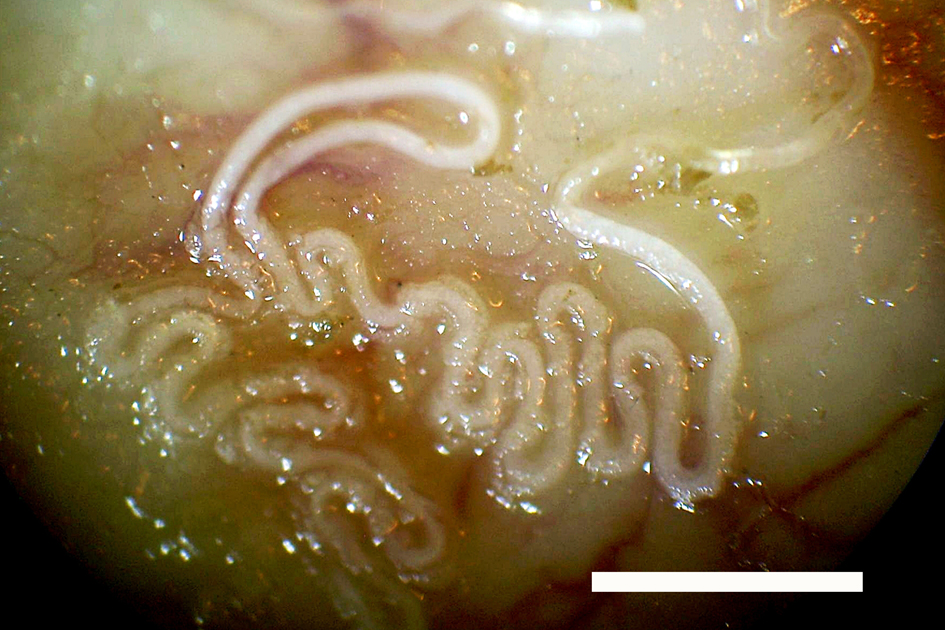